# Gevry
Gevry ist eine französische Gemeinde im Département Jura in der Region Bourgogne-Franche-Comté. Sie gehört zum Arrondissement Dole und zum Kanton Dole-2. Die Gemeinde hat 732 Einwohner (Stand 1. Januar 2022).

## Geografie
An der Grenze zu Parcey fließt die Clauge als linker Nebenfluss in den Doubs.
Die Nachbargemeinden von Gevry sind Choisey im Norden, Crissey und Parcey im Westen, Rahon im Südwesten, Molay und Tavaux im Westen sowie Damparis im Nordwesten.

## Weblinks

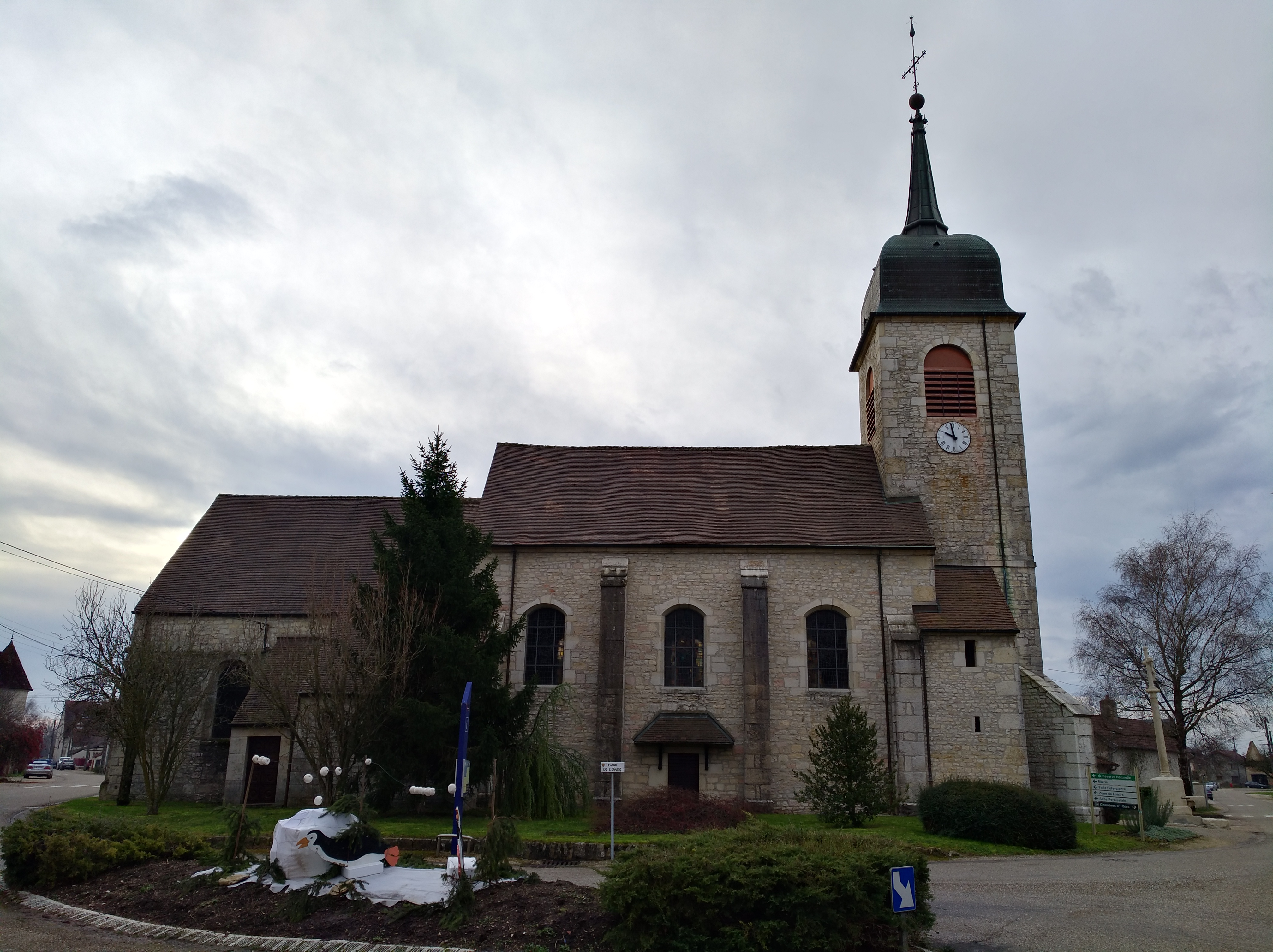
Kirche Saint-Rémy

## Bevölkerungsentwicklung
| Jahr                       | 1962 | 1968 | 1975 | 1982 | 1990 | 1999 | 2008 | 2018 |
| -------------------------- | ---- | ---- | ---- | ---- | ---- | ---- | ---- | ---- |
| Einwohner                  | 365  | 417  | 498  | 628  | 595  | 626  | 637  | 699  |
| Quellen: Cassini und INSEE |      |      |      |      |      |      |      |      |